# Замковий Валентин Полікарпович

Замковий Валентин Полікарпович

Замковий Валентин Полікарпович (23 квітня 1911 — 23 січня 2003) — краєзнавець, почесний член Географічного товариства СРСР (з 1990), популяризатор творчості письменників Донеччини. Педагог-організатор.

## Біографія
Народився 23 квітня 1911 року в міщанській сім'ї у селищі Білики Кобеляцького повіту на Полтавщині. Закінчив Полтавський учительський інститут (1931) та Київський державний університет (1948 р.).

## Творчий доробок
Досліджував історію художньо-публіцистичного журналу «Забой» (нині «Донбас»). Автор роману «Український хліб» — поодинокого художнього твору про вчених-агрономів, автобіографічної повісті «У плині часу»; понад 300 нарисів, статей, кореспонденцій у пресі.
У 1993 році побачила світ книга «Артемовский литературный цех».

## Нагороди та почесні звання
- Нагороджений медаллю «Партизан Великої Вітчизняної війни» за участь в діяльності партизанського підпілля в місті Бахмуті (Донеччина) і Орденом Вітчизняної війни.
- Почесний член Географічного товариства Радянського Союзу (1990).
- Лауреат Всесоюзного конкурсу науково-популярної літератури.